# Летунов, Юрий Александрович
Ю́рий Алекса́ндрович Летуно́в (26 октября 1926, Томск — 30 июля 1984, Москва) — советский журналист, один из первых создателей круглосуточной радиостанции «Маяк» в 1964 г, телевизионной информационной программы «Время» на ЦТ СССР (1968 - 1970), являлся её диктором наряду с Игорем Кирилловым (1932 - 2021) и Нонной Бодровой (1928 - 2009). Лауреат Государственной премии СССР (1977).

## Биография
Окончил Всесоюзный юридический институт в 1952. Окончил аспирантуру Академии общественных наук при ЦК КПСС. Кандидат исторических наук.
С 1952 года работал корреспондентом, а впоследствии главным редактором передачи «Последние известия» Всесоюзного радио. В 1965 стал главным организатором радиостанции «Маяк» и до 1968 работал её главным редактором.
Во время работы на Всесоюзном радио, в июле-августе 1965 проходил медицинское обследование в Институте медико-биологических проблем Министерства здравоохранения СССР в рамках подготовки полёта в космос журналиста (в группе совместно с Я. Головановым из газеты «Комсомольская правда» и полковником М. Ребровым из газеты «Красная звезда»). В 1966 должен был пройти повторное обследование, однако после смерти в январе 1966 года С. П. Королёва, поддерживавшего идею полета журналиста, а также в связи с задержками подготовки новых многоместных кораблей «Союз» продолжения эта программа не получила.
С 1969 по 1977 — главный редактор Главной редакции информации Центрального телевидения СССР.
С 1978 — политический обозреватель Центрального телевидения СССР, автор и ведущий общественно-политического еженедельника «Новое обозрение».
Умер от повторного инфаркта миокарда. Урна с прахом захоронена в Москве, в колумбарии Донского кладбища.

## Литературные произведения
- «Великий говорящий»
- «Говорит космодром» (издана на русском и болгарском языках)
- «Время, люди, микрофон»
- «Что скажешь людям?».

## Награды и почётные звания
- Орден «Знак Почёта»
- Два ордена Трудового Красного Знамени
- Премия Союза журналистов СССР «Золотой микрофон» (1965 г.)
- Диплом имени Ю. А. Гагарина
- Медаль имени академика С. П. Королева — за большой вклад в пропаганду советских достижений в исследовании и освоении космического пространства.